# モッコリ
モッコリとは、日本語で、盛り上がった地面や体の盛り上がっている部分など、「周囲よりも丸みを帯びて盛り上がっているさま」を表す語である。大和言葉の「森」や「盛り上がる」と同根とされる。                                                                                                                                                                                                                                                                                                                                                                                                                                                                                                                                                                                                                                                                                                                                                                                                                                                                                                                                                                                                                                                                                                                                                                                                                                                                                                                                                                                                                                                                                                                                                                                                                                                                                                                                                                                                                                                                                                                                                                                                                                                                                                                                                                                                                                                                                                                                                                                                                                                                                                                                                                                                                                                                                                                                                                                                                                                                                                                                                                                                                                                                                                                                                                                                                                                                                                                                                                                                                                                                                                                                                    

## 法人名
「もっこり」あるいは「モッコリ」を登記している日本の法人は以下の通り。（2018年現在）
- 合同会社もっこり（東京都府中市）
- もっこり竹の子観光株式会社（東京都葛飾区）
- 特定非営利活動法人もっこりの里（宮城県登米市）
- 有限会社モッコリース（東京都世田谷区）

もっこり竹の子観光株式会社 東京都葛飾区は貸切バス運送業者。正式名称は「もっこり竹の子観光株式会社」、旅行業登録名は「たけのこ観光社」。2000年設立。「竹の子」を用いた会社名を考案した際に、インパクトが足りないため「もっこり」を付け足した。登記所に相談したところ、若い担当者からも良名だと太鼓判を押されたため、会社名に決定した。マスコミにも珍名企業として、度々取り上げられる。皇居での叙勲授与式の送迎業務の際は、宮内庁から翌日以降の業務を拒否された。幼稚園児の送迎も行なっており、先生たちからは「もっこりさん」と呼ばれている。

## 標準文字商標
2019年現在、「もっこり」を標準文字商標として登録しているのは宮城県登米市とロート製薬である。宮城県登米市は、特産のニラにインパクトのある名称をつけるため、発芽時に土が盛り上がることから「もっこりニラ」と名付けたのがきっかけで、道の駅みなみかたの通称が「もっこりの里」となり、他にも「もっこり牛まつり」など、村おこしの一環としてブランド展開している。登録日は1995年1月。以降10年ごとに更新されている。一方のロート製薬の製品には「もっこり」の名称の商品は存在しない。また、「もっこり！」も同社が文字商標とロゴ商標を取得している。登録日はそれぞれ2009年7月と8月。

## 商標
商標に「もっこり」が含まれるものや読み方が「もっこり」である文字商標は、「もっこり！」「もっこりの里」「木古里」「まりもっこりゴルフ」「もっこりラーメン」「海老もっこり」「モッコリ・デニム」がある。糸島市に「居酒屋もっこり」がある。ロゴ商標には、「もっこり君（大分の個人農家が生産するしいたけの商品名）」「岩手健康しいたけモッコリくん」「もっこりたまご」「きみちゃんのもっこりたまご」「豚味噌もっこりラーメン」などがある。
真ん中もっこり夕やけニャンニャン
「もっこり」を効果的に用いた例としては、1980年代に放送されたフジテレビの帯番組『夕やけニャンニャン』（1985年 - 1987年）のタイトルコールの一つである「週の真ん中水曜日。真ん中もっこり。夕やけニャンニャン」が挙げられる。
この言葉をレギュラー出演していた女性アイドルグループおニャン子クラブのメンバーに言わせるのが、番組後期の定番であった。この場合の「もっこり」は、概念としての「水曜日」がもっこりしているわけではなく、曜日ごとに異なる担当者が制作していたため、他の曜日との差別化を図り、水曜日の同番組を特に盛り上げようという意味合いがあったとされるが、実際には1981年のフジテレビ改革の標語「楽しくなければテレビじゃない」以降のフジテレビスタッフの軽いノリで、俗語を若い女性に言わせて男性たちが面白がるために企画されたものである。当時のテレビの生放送で女子高生を中心とした女性アイドルグループが勃起を意味する俗語を発することは衝撃的な表現方法であり、後年に番組を振り返る際にも取り上げられることが多い。
もっこり卵
新鮮な卵の黄身が盛り上がっていることから「もっこり卵」と名付けられている卵が存在する。
もっこりーず
1980年代のフジテレビの深夜番組『オールナイトフジ』で結成されたとんねるずの舎弟軍団の名称。
モッコリーズ
1993年にフジテレビ『笑っていいとも!』で、ローリー寺西・タモリ・笑福亭鶴瓶により組まれた即席の音楽バンド。
まりもっこり
マリモを擬人化したマスコットキャラクター。下腹部がもっこりしているのが特徴である。

## フィクションにおけるモッコリ
元祖もっこり
俗語としての「もっこり」が共通語として普及する以前の「元祖もっこり」として、宇津井健による全身タイツの特撮ヒーロー『スーパージャイアンツ』を挙げるものが多い。宇津井の極度のもっこりは、女性の視聴者を増やしたとの説があり、長く語り継がれている。
シェイプアップ乱
俗語としての「もっこり」が日本で最初に使われた時期は不明だが、認知度を高めたのは1983年に『週刊少年ジャンプ』で連載が開始された、徳弘正也の漫画『シェイプアップ乱』とされる。徳弘は、2018年に新作『もっこり半兵衛』を発表した。
シティーハンター
日本では『シェイプアップ乱』の成功により、少年誌での「もっこり」表現が許容される世相となり、同じく少年ジャンプで1985年に連載が開始された『シティーハンター』が続く。連載当初は正統派ハードボイルド色が強く、人気が低迷する同作品を担当していた編集者である堀江信彦が、作風を読者に受ける明るいイメージにするための例として、冗談で俗語の「もっこり」を用いることを提案したところ、作者の北条司が主人公の冴羽獠の股間が膨らんだ絵を作品に取り入れた。二枚目キャラによる三枚目的な下ネタ表現は、日本の少年層の読者のみならず、日本国外の若年層からも好意的に受け入れられて作品の人気が急上昇したため、以後も多用されたことで同作品並びに主人公の代名詞ともなった。2018年3月発売の書籍『シティーハンター冴羽獠×ぴあ』には、冴羽の全もっこりシーンが掲載された。同漫画並びにアニメ作品が日本国外で翻訳された際には、ニュアンスも含めて適当な訳語表現が存在しなかったため、日本語のまま「mokkori」と表現された。このことが「もっこり」の世界共通の明るいイメージに繋がった原因だと考える者もいる。

## その他のモッコリ
목걸이
朝鮮語の単語に、「ネックレス」（広義では首に巻くもの全般）を意味する「목걸이（モㇰコリ）」があり、発音は日本語のもっこりとほぼ同じである。翻訳によっては「モッコリ」と表記される。「목（モㇰ）」は「首」、「걸이（コリ）」は「かける」を意味する。
もっこりもこみち
速水もこみちは、名前がもっこりを連想させるため「もっこりもこみち」とあだ名されることがある。また、語呂の良さから、速水とは一切関係ない使われ方が、日本では若者言葉としてテレビで紹介され限定的に流行したこともある。